# Ukkosaari (ö i Norra Savolax, Kuopio, lat 62,99, long 27,56)
Ukkosaari är en ö i Finland. Den ligger i sjön Kallavesi (norra delen) och i kommunen Siilinjärvi i den ekonomiska regionen  Kuopio ekonomiska region  och landskapet Norra Savolax, i den centrala delen av landet, 300 km norr om huvudstaden Helsingfors. Öns största längd är 1,8 kilometer i sydväst-nordöstlig riktning.